# Taxi (NCRV)
Taxi was een televisieprogramma van de Nederlandse omroep NCRV, dat vanaf 1993 werd uitgezonden. In dit programma knoopte een acteur, vermomd als taxichauffeur, een praatje aan met de passagiers terwijl een verborgen camera draaide. Als de gefilmde persoon vervolgens toestemming gaf, werden de beelden in het programma uitgezonden.
De eerste aflevering van het programma werd op 19 juli 1993 uitgezonden. De eerste seizoenen was Maarten Spanjer de taxichauffeur. Het programma werd zeer populair: in het seizoen 1994-1995 werden de afleveringen gemiddeld door 2,7 miljoen mensen bekeken. Na vier seizoenen vertrok Spanjer: zijn rol als taxichauffeur was ondoenlijk geworden doordat te veel klanten hem herkenden. Na Spanjer volgden verschillende andere acteurs, onder wie Michiel Romeyn en Yvonne van den Hurk, die echter de populariteit van Spanjer niet konden evenaren.
De bekendste rit die Spanjer met de taxi maakte was met Rijk de Gooyer die hij na afloop van het Nederlands Filmfestival in Utrecht naar huis bracht. In beschonken toestand gooide De Gooyer onder aanvoering van Spanjer het eerder op de avond gewonnen Gouden Kalf uit het raam. Het beeld stuiterde via de vluchtstrook van de snelweg de berm in. Medewerkers van het programma hebben het beeld later opgeraapt uit de berm en meegenomen.
Tot 1997 werd het programma vanuit een studio gepresenteerd door achtereenvolgens Martine Prenen, Nelleke Zitman en John Buijsman. Het programma heeft in 2000 ook een seizoen bij RTL 4 gelopen. Van 2001 tot 2006 werd het programma weer door NCRV uitgezonden met Joris Linssen als taxichauffeur. In december 2004 werd het programma uitgezonden onder de naam Kersttaxi.

## Presentatoren en taxichauffeurs
| Naam                | Rol           | Periode   | Omroep/zender |
| ------------------- | ------------- | --------- | ------------- |
| Martine Prenen      | Presentator   | 1993-1995 | NCRV          |
| Maarten Spanjer     | Taxichauffeur | 1993-1995 | NCRV          |
| Nelleke Zitman      | Presentator   | 1995      | NCRV          |
| John Buijsman       | Presentator   | 1996-1997 | NCRV          |
| Wilfried de Jong    | Taxichauffeur | 1996-1997 | NCRV          |
| Yvonne van den Hurk | Taxichauffeur | 1996-1998 | NCRV          |
| Michiel Romeyn      | Taxichauffeur | 1996      | NCRV          |
| Jan Mom             | Taxichauffeur | 1996-1998 | NCRV          |
| Loes Luca           | Taxichauffeur | 1996-1999 | NCRV          |
| Hans Kesting        | Taxichauffeur | 1998-1999 | NCRV          |
| Aat Ceelen          | Taxichauffeur | 2000      | RTL 4         |
| Joris Linssen       | Taxichauffeur | 2001-2006 | NCRV          |

## Overig
De serie werd aan verschillende andere landen verkocht, en het programma won de internationale persprijs op het Gouden Roos-festival van 1995 in Montreux.